# Блохін Володимир Іванович
Блохін Володимир Іванович (нар. 18 липня 1922, Москва, СРСР — пом. 13 березня 2013, Київ, Україна) — колишній радянський спортивний функціонер, офіцер МВС СРСР, учасник східноєвропейського театру бойових дій Другої світової війни. Чоловік Катерини Адаменко та батько радянського футболіста і українського тренера Олега Блохіна.

## Життєпис
Володимир Блохін народився у Москві. Закінчив Харківське хімічне училище. Служив в Киргизстані та Узбекистані. Під час Другої світової війни опинився в Ленінграді, де брав участь у захисті блокадного міста. Після закінчення бойових дій товариш по службі у Ленінградському хімічному батальйоні вмовив Володимира переїхати до України. У Києві Блохіна призначили керівником ансамблю 81-го запасного полку, де він і познайомився з майбутньою дружиною Катериною Адаменко, яка разом з іншими спортсменами перебувала на утриманні цього полку. У 1950 році молоді люди побралися, а два роки потому народився син Олег, майбутній футболіст і володар «Золотого М'яча». На той час Володимир Блохін вже служив у спецвідділі МВС СРСР.
Блохін працював замісником голови Київської обласної ради товариства «Трудові резерви», протягом 12 років очолював Федерацію сучасного п'ятиборства УРСР, був начальником навчально-спортивного відділу республіканського товариства «Динамо».

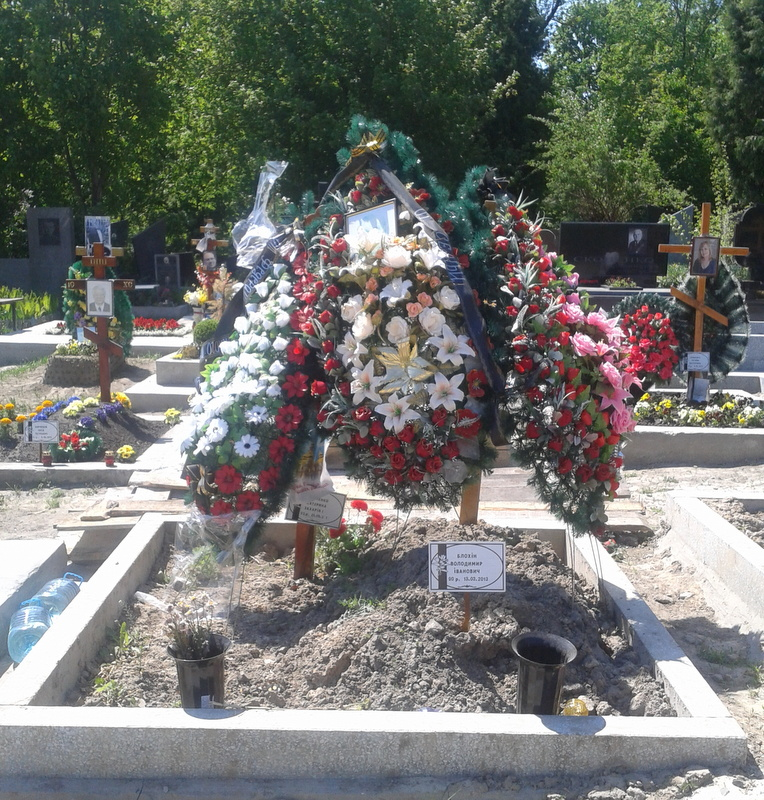
Могила Володимира Блохіна

Помер 13 березня 2013 року, менше ніж через рік після смерті дружини, у віці 90 років у Києві. Був похований 15 березня в одній могилі з дружиною на Байковому кладовищі (ділянка № 33).